# Räuber Kneißl
Räuber Kneißl ist ein deutscher Spielfilm des Regisseurs Marcus H. Rosenmüller, der das Leben des bayerischen Räubers Mathias Kneißl von 1892 bis zu seiner Hinrichtung 1902 zum Thema hat. Nach dem Film Mathias Kneißl von Reinhard Hauff aus dem Jahr 1970 mit Hans Brenner in der Hauptrolle und dem Spielfilm Das stolze und traurige Leben des Mathias Kneißl von Oliver Herbrich aus dem Jahr 1980 ist dies die dritte Verfilmung der Lebensgeschichte des Mathias Kneißl.

## Handlung
In der Schachermühle im Dachauer Hinterland führt die Familie Kneißl ein bescheidenes Leben in Armut. Durch kleinere Diebstähle und Wilderei können sie sich einigermaßen über Wasser halten. Mathias Kneißl fällt der Justiz bereits als Kind aufgrund der Plünderung eines Opferstockes auf. Eines Tages wird der Vater auf der Flucht von Angehörigen der kgl. bayerischen Gendarmerie erschlagen. Die Mutter muss ins Gefängnis. Mathias Kneißl und sein Bruder Alois werden später wegen einer Schießerei mit den sie verfolgenden Gendarmen ebenfalls eingesperrt. Alois überlebt das Zuchthaus nicht.
Nach der Haftentlassung steckt Mathias voller Hoffnung und Zukunftspläne. Mit seiner Liebsten Mathilde möchte er nach Amerika auswandern, um sich dort eine neue, ehrbare Existenz aufzubauen. Allerdings fehlt dazu das nötige Geld. Aufgrund seiner Lebensgeschichte und der Haft weigern sich viele Arbeitgeber, diesen „Zuchthäusler“ einzustellen. Statt der von Kneißl gewünschten ehrlichen Arbeit lässt er sich in seiner Not auf eine „todsichere Sache“ ein, bei der ein reicher Bauer bestohlen werden soll. Jedoch läuft nicht alles nach Plan. Kneißls Kumpan Holzleitner fällt in die Hände der Münchener Schutzmannschaft (Münchener Stadtpolizei), und so fahndet man erneut nach ihm. Nach den ersten toten Ordnungshütern gibt es für Kneißl kein Zurück mehr.

## Hintergrund
Der Film wurde von September bis November 2007 im Museumsdorf Bayerischer Wald in Tittling, in der Ginghartinger Mühle im Landkreis Freyung-Grafenau, im Freilichtmuseum Massing im Landkreis Rottal-Inn, im ehemaligen Freisinger Gefängnis und an Orten in Tschechien, Landshut, Moosburg, München und Umgebung gedreht. Er ist eine Produktion der Wiedemann & Berg Filmproduktion in Koproduktion mit dem Bayerischen Rundfunk. Die Uraufführung fand am 24. Juni 2008 im Rahmen des Filmfest München statt, der Kinostart erfolgte am 21. August 2008. Räuber Kneißl erreichte in Deutschland etwa 230.000 Kinobesucher.
Laut eigener Aussage legte Rosenmüller großen Wert auf die authentische Wiedergabe der Biographie Kneißls, obwohl das Abenteuer und die Liebesgeschichte für ihn an erster Stelle standen. Die Verehrung, die Kneißl heute erfährt, bis hin zur Verklärung, beruht laut Filmprospekt darauf, dass viele Bayern das Rebellische als bayerische Tugend sehen und zu große Bevormundung nur Widerstand in ihnen regt.

## Kritiken
- Das Lexikon des internationalen Films nennt die „bilderbuchhafte Rekapitulation des kurzen Lebens von Mathias Kneißl“ eine „Mischung aus Chronik und Ballade, nahe an den historischen Fakten, aber mit märchenhaft-burleskem Gestus inszeniert. Das in Ausstattung und Setdesign um Historizität bemühte Drama meidet frühere sozialkritische Interpretationen, fügt der durchweg positiv gezeichneten Figur aber keine neue Deutung hinzu.“[5]

- Ulrike Frick lobt im Münchner Merkur die „akribischen und liebevollen Details der Epoche sozialer Ungerechtigkeit“. Zudem meint sie, dass Rosenmüller mit dem Film über „mit einem düsteren Heiligenschein versehenem Volkshelden“ eine „ungewöhnliche Mischung aus Western und Heimatfilm gelungen sei, bei der sich tragische, grausame und heitere Momente abwechseln.“ Außerdem hebt sie die „exquisiten Darsteller“ hervor, die „erfreulicherweise allesamt des notwendigen Idioms mächtig sind“. Jedoch kritisiert Frick auch, dass der Film „zu sehr in sehenswerte Einzelszenen zerfalle“, diese Verfilmung insgesamt nicht an die „zermalmende Wucht“ heranreiche, die Reinhard Hauff 1970 seiner Version verleihen konnte, und Brückner an den „unvergleichlichen Hans Brenner“ nicht heranreiche.[6]

„Für die Ausweglosigkeit und Tragik Kneißls findet Rosenmüller eindringliche Bilder: Wie er sich hinter Zäunen und Mauern verschanzt, wie er sich in Kammern verkriecht, wo noch sein Spiegelbild im Spiegelrahmen gefangen scheint. Zum Kontrast die Sehnsuchtsbilder der Freiheit, die sonnendurchstrahlten Glücksmomente mit Mathilde: Wenn er sie aus München mit dem Fahrrad abholt und wie in 'Butch Cassidy & the Sundance Kid' der Freiheit entgegen- stürmt. Kneißls Amerika-Sehnsucht wird ausdrücklich in Western-Referenzen gefasst: von der Bordell-Szene bis zum Peckinpah-Showdown-Feuerwerk.“

„Selbst ansonsten ausgezeichnete Schauspieler treibt der Regisseur Rosenmüller in einen geradezu stummfilmhaften Ausdruckskrampf aus zitternden Lippen, knirschenden Zähnen und bebenden Fäusten. So wird 'Räuber Kneißl' zu einem wahren Horrorfilm.“

Die Deutsche Film- und Medienbewertung (FBW) in Wiesbaden verlieh dem Film das Prädikat „besonders wertvoll“.